# Wilsthorpe, East Riding of Yorkshire
Wilsthorpe är en by i civil parish Carnaby, i distriktet East Riding of Yorkshire, i grevskapet East Riding of Yorkshire, i England. Byn är belägen 3 km från Bridlington. Wilsthorpe var en civil parish från 1866 till 1896 då den blev en del av Fraisthorpe with Auburn and Wilsthorpe. Civil parish hade 16 invånare år 1891. Byar nämndes i Domedagsboken (Domesday Book) år 1086, och kallades då Wiflestorp/Wivlestorp.